# Urocitellus
Urocitellus Obolenskij, 1927 è un genere di scoiattoli di terra che comprende dodici specie diffuse nell’ecozona oloartica, dal Nord America settentrionale all’Asia settentrionale.

## Descrizione
Le dimensioni variano notevolmente: la lunghezza testa-corpo va da circa 19 a 47,5 centimetri, includendo così sia specie di taglia piuttosto piccola sia forme più grandi. La coda, lunga fra 2,7 e 12,0 centimetri, corrisponde in genere al 25-45% della lunghezza del corpo ed è dunque corta o media, di forma da sottile a lievemente cespugliosa. Le orecchie misurano 4-19 millimetri di lunghezza, mentre il piede posteriore va da 31 a 49 millimetri. La colorazione dorsale è variabile e di solito priva di marcature appariscenti. Il mantello tende a essere più lungo e meno liscio rispetto a quello di altri generi affini. Nelle femmine delle specie di Callospermophilus (in passato collocate talvolta nello stesso raggruppamento) si osservano cinque o sei paia di capezzoli.
Il cranio è più minuto e delicato rispetto a quello delle marmotte (Marmota) e dei cani della prateria (Cynomys), distinguendosi anche nella forma. Le specie di questo genere, messe a confronto con quelle di Xerospermophilus, risultano in media di dimensioni maggiori e presentano bolle timpaniche proporzionalmente più piccole, un muso più lungo e parallelo e incisivi più ridotti. Rispetto a Poliocitellus, possiedono una scatola cranica più ampia e altre differenze nel cranio e nella dentatura. La somiglianza più marcata si riscontra con i citelli eurasiatici (Spermophilus), insieme ai quali Urocitellus veniva in passato riunito come suo sottogenere. Ciononostante, i due gruppi differiscono per alcuni parametri craniometrici (tra cui un’orbita più ampia, molari più piccoli e un premolare P3 più sviluppato), nonché per la diversa conformazione delle bolle timpaniche.

## Distribuzione e habitat

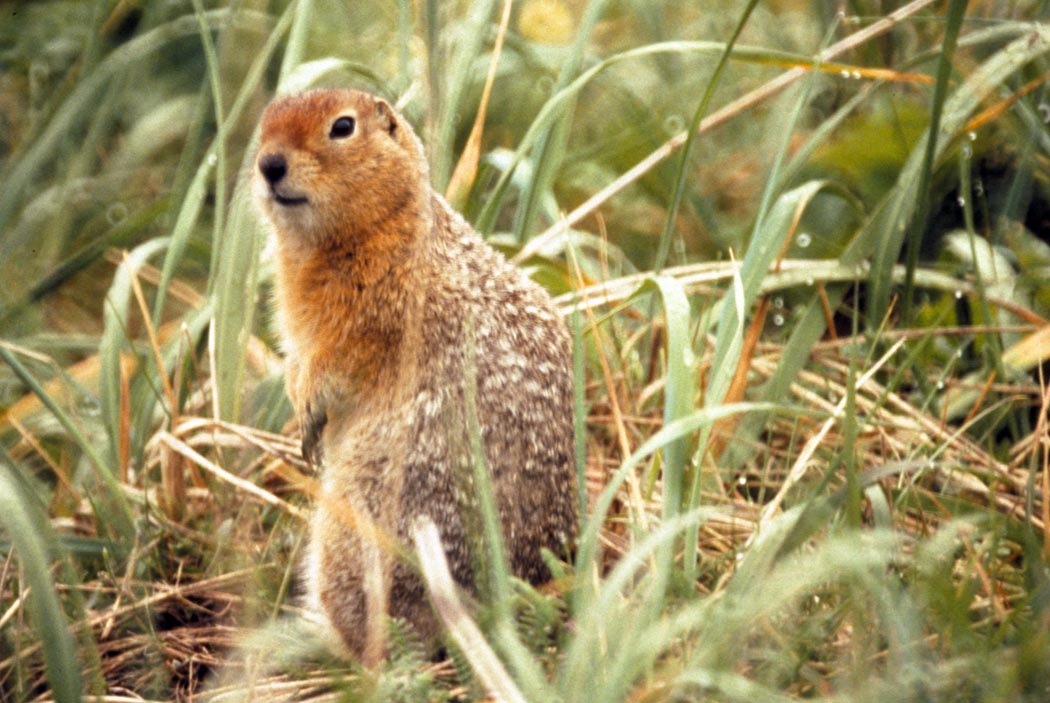
Il citello di Parry (Urocitellus parryii) è l’unica specie di scoiattolo terricolo presente sia in Nord America che in Asia settentrionale

Le specie del genere Urocitellus sono distribuite in un’ampia area che comprende tanto l’Asia centrale e nord-orientale quanto il Nord America, dal Canada e dal nord-ovest degli Stati Uniti fino al Messico. In questa classificazione si distinguono due gruppi di specie: il gruppo columbianus e il gruppo townsendii.
Il gruppo columbianus si estende nella parte occidentale del Nord America, dal fiume Mississippi e dal nord del Messico attraverso gli Stati Uniti e il Canada fino all’Alaska, nonché in Eurasia orientale, soprattutto in zone di elevata altitudine. Il citello dalla coda lunga (U. undulatus) è l’unica specie endemica dell’Eurasia, dove si distribuisce dal Kazakistan alla Siberia e Transbajkalia in Russia, fino alla Mongolia settentrionale e al nord della Cina. Il citello di Parry (U. parryii) ha un areale oloartico, comprendendo tanto il nord-est della Russia quanto l’Alaska e il nord-ovest del Canada. Il citello della Columbia (U. columbianus) vive dal sud-est della Columbia Britannica e dall’ovest dell’Alberta (Canada) fino al nord-est dell’Oregon, in Idaho e in Montana (Stati Uniti). Il citello di Richardson (U. richardsonii) popola le Grandi Pianure settentrionali, spaziando dal sud di Alberta, Saskatchewan e Manitoba in Canada a Montana, North Dakota, il nord-est del South Dakota, il Minnesota occidentale e il nord-ovest dell’Iowa. Il citello del Wyoming (U. elegans) si trova nel sud-est dell’Oregon, nel sud dell’Idaho, nel sud-ovest del Montana, nel nord-est del Nevada, in Colorado e nel Nebraska occidentale. Il citello degli Uinta (U. armatus) occupa un’area compresa tra il sud dello Utah, il sud del Montana, il sud-est dell’Idaho e il Wyoming, mentre il citello di Belding (U. beldingi) vive dall’est dell’Oregon e sud-ovest dell’Idaho al nord-est della California, nel nord del Nevada e nel nord-ovest dello Utah.
Il gruppo townsendii è ristretto al Nord America, nei dintorni del Gran Bacino, della Snake River Plain, dell'Altopiano del Columbia e del suo bacino. Qui il citello di Townsend (U. townsendii) e il citello di Washington (U. washingtoni) si trovano nel sud-est dello Stato di Washington, con il secondo presente anche nel nord-est dell’Oregon. Il citello dei Piute (U. mollis) vive tra il sud-est dell’Oregon, il Nevada, l’est della California e l’ovest dello Utah, mentre il citello di Merriam (U. canus) è segnalato dal centro dell’Oregon al nord-ovest del Nevada e all’estremità occidentale dell’Idaho. Infine, il citello dell’Idaho (U. brunneus), caratterizzato dall’areale più ristretto tra tutti gli scoiattoli di terra, è presente con popolazioni isolate nel centro e nell’ovest dello Stato dell’Idaho.

## Biologia
Le specie del genere Urocitellus vivono principalmente in ambienti di steppa montana e in steppe fredde, sebbene ciascuna specie possa occupare habitat molto differenti a livello locale. Spesso formano colonie all’interno di tane sotterranee, più o meno complesse. Di abitudini diurne, si nutrono per lo più di erbe, foglie, fiori e frutti, pur integrando occasionalmente la dieta con insetti o altre prede animali.

## Tassonomia
Urocitellus è un genere di scoiattoli terricoli della sottofamiglia Xerinae (famiglia Sciuridae), inquadrato nei veri scoiattoli di terra (Marmotini). Fu descritto per la prima volta nel 1927 da Sergej Ivanovič Obolenskij come sottogenere del genere Spermophilus, con il citello dalla coda lunga (Urocitellus undulatus) quale specie tipo. In seguito, diverse forme oggi considerate generi autonomi furono ugualmente collocate come sottogeneri di Spermophilus. Nell’opera di Robert S. Hoffmann e Richard W. Thorington (Wilson & Reeder, 2005) Urocitellus non compare come sottogenere.
Una ricerca molecolare del 2004 ha confermato la monofilia di Urocitellus, identificandolo come il gruppo fratello di un clade composto dai generi Ictidomys, Poliocitellus (rappresentato dal solo citello di Franklin), Cynomys (i cani della prateria) e Xerospermophilus. Per questo, è stato elevato al rango di genere autonomo.
Con 12 specie riconosciute, Urocitellus è, dopo Spermophilus, il genere più numeroso tra quelli un tempo riuniti in Spermophilus:
- Urocitellus armatus (Kennicott, 1863), il citello degli Uinta;
- Urocitellus beldingi (C. H. Merriam, 1898), il citello di Belding;
- Urocitellus brunneus (A. H. Howell, 1928), il citello dell'Idaho;
- Urocitellus canus (C. H. Merriam, 1898), il citello di Merriam;
- Urocitellus columbianus (G. Ord, 1815), il citello della Columbia;
- Urocitellus elegans (Kennicott, 1863), il citello del Wyoming;
- Urocitellus mollis (Kennicott, 1863), il citello dei Piute;
- Urocitellus parryii (J. Richardson, 1825), il citello di Parry;
- Urocitellus richardsonii (Sabine, 1822), il citello di Richardson;
- Urocitellus townsendii (Bachman, 1839), il citello di Townsend;
- Urocitellus undulatus (Pallas, 1779), il citello dalla coda lunga;
- Urocitellus washingtoni (A. H. Howell, 1938), il citello di Washington.

Il nome Urocitellus deriva dal greco uro («coda») e citellus («scoiattolo di terra»), con il significato di «scoiattolo di terra dalla coda» (o «caudato»).

## Conservazione
La IUCN classifica nove specie del genere come Least Concern («a rischio minimo»), grazie all’ampia distribuzione e alle popolazioni relativamente stabili. Il citello di Washington (U. washingtoni) è considerato Near Threatened («prossimo alla minaccia»), il citello di Townsend (U. townsendii) Vulnerable («vulnerabile») e il citello dell’Idaho (U. brunneus) addirittura Endangered («in pericolo»).